# Каримов, Зуфар Фазылович
Зуфа́р Фазы́лович Кари́мов (башк. Зөфәр Фазыл улы Кәримов, род. 15 октября 1933, Нижнекаргино, БАССР) - инженер-механик, доктор технических наук, профессор, специалист в областях тепло-массообменных процессов в гетерогенных средах, трубопроводного транспорта нефти, теплотехники и теплоэнергетики.

## Биография, карьера
В  1956 году окончил механический факультет Уфимского нефтяного института. В 1956-1960 занят производственной деятельностью на предприятиях Министерства нефтяной промышленности СССР. В 1960-1963 аспирант РГУ нефти и газа им. И. М. Губкина. В 1961-1965 обучался (без отрыва от основной работы) на специальных курсах для инженеров-механиков при физическом факультете МГУ им. М. В. Ломоносова. В 1964-1969 работал во ВНИИЯГГ Министерства геологии СССР и преподавал на инженерном факультете в РУДН им. Патриса Лумумбы. Доцент (1969), профессор (1980) БашГУ, в 1972-1983 декан физического факультета. В 1983-1987 заведующий кафедрой прикладной математики и механики в УГНТУ. С 1987 заведующий кафедрой теплотехники и теплоэнергетики и одновременно в 1989-2005 декан энергетического факультета, 2005-2008 директор Энергетического Института СЗГЗТУ. В 2009-2013 профессор кафедры теплотехники и теплоэнергетики Санкт-Петербургского горного университета.

## Научная и педагогическая деятельность
Научные исследования в областях тепло-массообменных процессов в гетерогенных средах, транспорта нефти, нефтепродуктов и газа, теплотехники и теплоэнергетики. Автор и соавтор книг, научных и научно-методических статей, патентов. Прикладные разработки широко внедрялись в производство и экспонировались на ВДНХ СССР, награждены грамотами и тремя серебряными (1975, 1976, 1981) и двумя бронзовыми (1974, 1979) медалями Выставки. Изобретатель СССР (1980).
За достижения в педагогической деятельности и воспитательной работе среди студентов Постановлениями Министерства В и ССО РСФСР и ЦК профсоюзов работников просвещения отмечен знаками «Победитель социалистического соревнования» (1973, 1978), «Ударник девятой пятилетки» (1976) и награжден знаком «Высшая школа СССР. За отличные успехи в работе». За заслуги в области науки присвоено почетное звание «Заслуженный деятель науки Башкирской АССР» (1983). Почётное звание Российской Федерации «Ветеран труда» (1987).
За вклад в отраслевую науку и организацию подготовки высококвалифицированных специалистов для большой и малой энергетики Северо-Западного региона РФ присвоено почетное звание «Заслуженный работник высшей школы Российской Федерации» (2008).

## Научные работы
- Применение механических разделителей при транспорте нефти, нефтепродуктов и сжиженных газов. З.Ф. Каримов, В.И. Черникин. — Москва: Недра, 1966.
- Промышленная последовательная перекачка сырых и обессоленных нефтей. Ш.Н. Ахатов, З.Ф. Каримов. — Москва: ВНИИОЭНГ, 1973.
- Массообменные процессы в трубопроводах. З.Ф. Каримов. — Саратов: Изд-во Сарат. ун-та, 1979.
- Computer Simulation of Thermohydrodynamic and Technological Processes in Active Subsea Oil Pipelines Phung Dinh Thuc, M. Karimov, Z. Karimov. — OnePetro, 2001.
- Теоретические основы теплотехники. Термодинамика. З.Ф. Каримов, Е.П. Павлов. — СПб.: Изд-во СЗТУ, 2009.
- Эксплуатация морских нефтепроводов. М.Ф. Каримов, З.Ф. Каримов. — Москва: Изд-во ООО "Издательский дом Недра", 2023.